# After (novela)
After es el título de una novela superventas de la escritora estadounidense Anna Renee Todd, publicado el 7 de septiembre de 2013. 
Originalmente fue publicada en la plataforma Wattpad.
La saga homónima está compuesta de cinco volúmenes y un libro aparte el cual está basado en la película, protagonizada por Josephine Langford y Hero Fiennes-Tiffin, After: Aquí empieza todo:
- After 1: Aquí empieza todo, (2014)
- After 2: En mil pedazos, (2015)
- After 3: Almas perdidas, (2016)
- After 4: Amor infinito, (2016)
- After 0(5): Antes de ella, (2017)
- After 1 (ED. PELICULA): Aquí empieza todo, (2019)
- After 2 (ED. PELICULA): En mil pedazos, (2020)
- After 3 (ED. PELICULA): Almas perdidas, (2021)
- After 4 (ED. PELICULA): Amor infinito, (2022)
- After 5 (ED. PELICULA): Para Siempre, (2023)

La historia gira en torno a la complicada relación amorosa entre Tessa Young, una chica estudiosa y educada, y Hardin Scott, el chico malo de la universidad .

## Argumento
Tessa Young se enfrenta a su primer año en la Universidad WCU. Acostumbrada a una vida estable y ordenada, implicada por su madre, su mundo cambia cuando conoce a Hardin, el chico, con tatuajes y perforaciones corporales, malo por lo que aparenta.
La inocencia, el despertar a la vida, el descubrimiento de una aventura un amor infinito, dos polos opuestos hechos el uno para el otro.
Los libros cuentan cómo va avanzando poco a poco su relación, pues esta no es fácil debido a sus personalidades y aspectos de la vida tan diferentes. Por un lado Tessa, acostumbrada a la vida que su madre le ha impuesto y sobre todo, centrada en la importancia de sus futuros estudios. Por otro lado, Hardin se encuentra encerrado en un mundo propio. Negado a abrirse al resto del mundo por motivos que se opone a explicar… todo debido a su pasado oscuro.
Ambos tienen conceptos de amor muy diferentes pero que deberán saber llevar y compenetrarse si realmente quieren estar juntos. Serán muchos los obstáculos y personas que deberán afrontar con el paso del tiempo, pues su relación no es nada fácil. Aunque si realmente se quieren, el amor todo lo podrá.
Son muchos los personajes y escenarios a los que tendrán que enfrentarse. Primero tenemos Seattle, el cual lleva siendo el sitio que más ha deseado Tessa como lugar para vivir mientras que Hardin lo odia por ciertos motivos… A su vez Hardin quiere volver a Inglaterra ya que es donde su madre vive. Mientras tanto como lugar principal tenemos Washington, el lugar donde se encuentra la universidad de ambos: WCU. Aparte de estos principales escenarios, poco a poco irán apareciendo más los cuales también tendrán su cierta importancia.
Contamos con numerosos personajes los cuales tendrán cierto papel importante en las vidas de Hardin y Tessa. Entre los más importantes podemos encontrar:
Landon: mejor amigo de Tessa e hijo de la mujer del padre de Hardin.
Ken: padre de Hardin
Trish: madre de Hardin
Karen: madre de Landon y mujer de Ken
Christian Vance: amigo de infancia de Ken y Trish. fue el jefe de hardin cuando trabaja en la editorial y ahora es jefe de tessa.
kimberly: esposa de Christian y amiga de Tessa
Carol: madre de Tessa
Steph: compañera y primera amiga de Tessa durante su estancia en la universidad
Tristan: novia de Steph
Molly: amiga de Hardin 
Zed: amigo de Hardin
Trevor: compañero de trabajo de Tessa

## Adaptación cinematográfica
La adaptación se titula After: Aquí empieza todo.
La película se estrenó mundialmente en cines el 12 de abril de 2019 con la producción de Aviron Pictures. Fue dirigida por Jenny Gage y protagonizada por Josephine Langford como Tessa Young y Hero Fiennes-Tiffin como Hardin Scott.
El 19 de mayo de 2019 la escritora de la novela, Anna Todd, confirmó que habrá una secuela, basada en el segundo libro de la saga, que ha sido estrenada el 4 de septiembre en los cines en España.
 Se anunció que la saga contaría con una tercera y cuarta entrega basada en sus respectivos libros.
En septiembre del 2021 se estrenó la tercera película y se informo que la cuarta película fue grabada simultáneamente con la tercera por lo cual se espera para el 2022

## Curiosidades
Inicialmente, Anna Todd comenzó a escribir los capítulos del libro en Wattpad, una plataforma de lectura basándose en la banda inglesa One Direction y en especial, en uno de sus miembros, Harry Styles, que da vida al personaje principal: Hardin Scott. Pero después cambió la historia y lo único en el libro que se parecía al famoso cantante era en la apariencia, mientras que en la película se buscó un look más alejado del cantante. Es denominada como fanfiction.

## Otros libros parecidos a After
Los lectores de After suelen apreciar otros libros parecidos a After, como:
- Did I Mention I Love You? (en inglés)
- Maravilloso Desastre
- The Deal (Inglés)
- Did I Mention I Need You? (en inglés)
- Inevitable Desastre
- Did I Mention I Miss You? (en inglés)
- Bully
- 50 sombras de Grey